# Expulsión de los judíos de Viena (1670)
La expulsión de los judíos de Viena de 1670 fue ordenada por el emperador Leopoldo I en 1669 y llevada a cabo en 1670. A veces se la denomina en alemán: Zweite Wiener Gesera [segunda Gesera vienesa] recordando la Erste Wiener Gesera [primera Gesera vienesa], como se denomina primera expulsión de judíos de Viena en 1421.

## Antecedentes
Por un privilegio del Emperador Fernando II, a los judíos vieneses se les prohibió en 1624/25 la residencia en la ciudad y se les trasladó al gueto recién construido en el «Unteren Werd», hoy parte de Leopoldstadt. El emperador Leopoldo I confirmó los privilegios de los judíos vieneses en 1659 y les permitió en 1663 que se refugiasen en la ciudad en caso de «miedo turco».

## Expulsión
La fuerza impulsora detrás de la expulsión fue la esposa del emperador, Margarita Teresa de Austria. Culpó a los judíos de accidentes como la muerte de su hijo primogénito Ferdinand Wenzel en enero de 1668 y el incendio en el ala Leopoldina de recién construido palacio de Hofburg en febrero de 1668. Otros instigadores fueron el obispo de Nitra, Leopold Karl von Kollonitsch (desde 1670 obispo de Wiener Neustadt), el influyente capuchino y más tarde obispo de Viena, Emmericus Sinelli, y el confesor del emperador, el jesuita Philipp Müller.
El 19 de junio de 1669, en la Conferencia Secreta, el emperador Leopoldo decidió expulsar a todos los judíos de la Baja Austria. En una patente imperial del 2 de agosto de 1669, se dio como fecha límite para la marcha de los judíos el 14 de abril de 1670, fecha en la debían haber desalojado sus hogares; el plazo fue extendido hasta el 26 de julio de 1670. Los judíos rurales de la Baja Austria debían abandonar el país antes de la Pascua de 1671. No se tiene información de que hubiera violencia generalizada, al igual que en la primera expulsión de 1421. Más de 1600 personas tuvieron que abandonar la ciudad. Primero los más pobres, luego los necesitados, solo quedó un pequeño grupo de judíos ricos e influyentes, que hicieron todo lo posible para protegerse de la ruina que también los amenazaba. En una carta de apelación presentada al emperador en septiembre, intentaron con todo tipo de argumentos revertir la decisión. Describieron la miseria de los marginados y apelaron a su compasión. Informaron de cómo luchaban los ancianos, como numerosos judíos habían muerto en robos, apelaron a sus intereses económicos, enumerando las grandes sumas que habían pagado. Pero ni las peticiones, ni la intervención de personas influyentes extranjeras y nacionales, incluyendo a la Santa Sede, cambiaron la decisión del emperador. La única solución era la conversión, pero todos los expulsados mantuvieron su religión. A principios de agosto ya no había judíos en Viena.
Antes de irse, los judíos pudieron persuadir al magistrado para que tomara el cementerio de Seegasse bajo su protección. Para ello, la ciudad exigió 4000 florines, que pagaron los ricos hermanos Isaak, Israel y Enoch Frankel. Este fue un tema de especial preocupación para ellos, ya que su padre, Jakob Koppel Fränkel, había fallecido el 17 de abril de 1670, uno de los últimos en ser enterrado allí.
La Sinagoga Nueva de Leopoldstadt, fundada en 1650, fue demolida en 1670 y en su lugar se construyó la iglesia de San Leopoldo. Fue dedicada solemnemente a San Leopoldo en 1671, en presencia de la pareja imperial y de toda la corte, así como del alcalde de Viena, Daniel Lazarus Springer, y el obispo Wilderich von Walderdorff. El primer pastor fue Johann Ignaz Arnezhofer, en cuyo honor se nombró la calle Arnezhoferstrasse en 1906. La suposición del gobierno de la ciudad bajo Karl Lueger de principios del siglo XX de que Arnezhofer jugó un papel esencial en la expulsión de los judíos ha sido rechazada por infundada en un informe realizado por historiadores sobre los nombres de las calles de Viena en 2013.

## Consecuencias
La ciudad de Viena, que se había hecho cargo del pago de la pérdida de los impuestos judíos, no pudo cumplir con sus obligaciones. También se hicieron sentir las disminuciones de peajes, impuestos a la carne y otros ingresos, así como la pérdida de renta por los edificios desocupados. Los altos estamentos de la Baja Austria, que anteriormente habían sido serios enemigos de los judíos, ahora pedían regulaciones especiales –ya que los productos agrícolas sufreiron una enorme caída en los precios– para que los judíos pudieran volver a sus negocios[cita requerida].
Numerosos judíos desplazados se establecieron en Hungría bajo la protección de Pablo I Esterházy, específicamente en siete comunidades al oeste del país, en la actual Burgenland. Por invitación del elector Federico Guillermo, 50 familias judías adineradas se establecieron en Berlín. La expulsión de los judíos no duró mucho. A los judíos extranjeros se les permitió asistir a los mercados anuales de Krems, Laa, Retz y Mistelbach desde 1673. Los judíos de la corte, Samuel Oppenheimer y Samson Wertheimer, continuaron ejerciendo una gran influencia en la corte imperial. En el siglo XIX pudieron establecerse más judíos en Viena.